# Yamadı, Gölhisar
Yamadı là một xã thuộc huyện Gölhisar, tỉnh Burdur, Thổ Nhĩ Kỳ. Dân số thời điểm năm 2010 là 260 người.